# Tấn công Bảo tàng Quốc gia Bardo 2015
Ngày 18 tháng 3 năm 2015, hai tay súng Tunisia trong bộ đồng phục quân đội là Yassine Labidi và Saber Khachnaoui, đã tấn công vào Bảo tàng Quốc gia Bardo ở Tunis, Tunisia và bắt người làm con tin Hai mươi mốt người, chủ yếu là du khách châu Âu đã thiệt mạng và khoảng 50 người khác bị thương trong vụ tấn công.. Cả hai tay súng đã bị giết bởi cảnh sát Tunisia. Đây được xem là vụ tấn công khủng bố đẫm máu nhất trong lịch sử Tunisia
Nhà nước Hồi giáo Iraq và Levant (ISIL) đã nhận trách nhiệm về vụ tấn công này và đe dọa sẽ tiếp tục tấn công. Hai ngày sau đó, họ đã nhận trách nhiệm về vụ đánh bơm 2 nhà thờ hồi giáo Shia tại thủ đô Sana'a của Yemen, làm ít nhất 137 người thiệt mạng.